# Ordine basiliano di San Giosafat

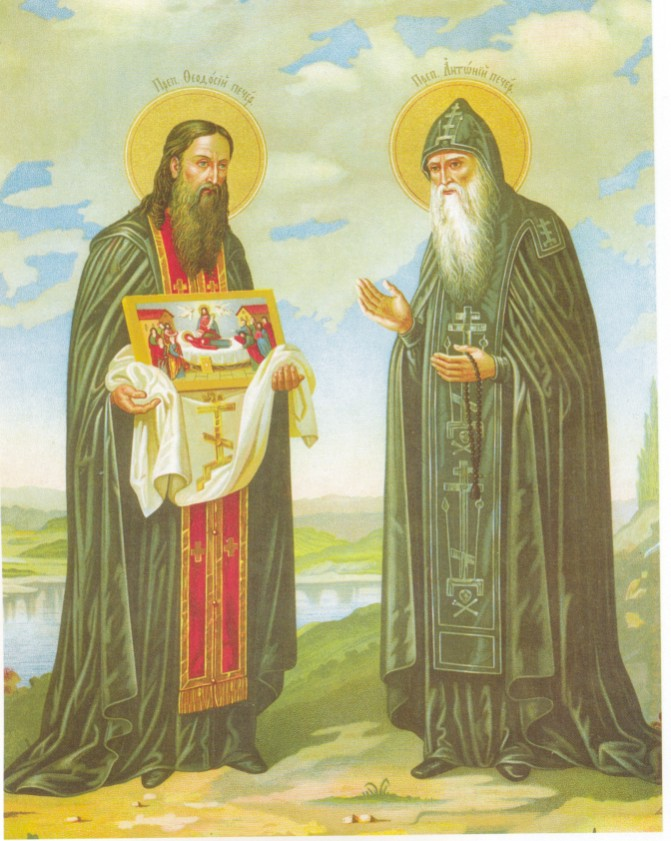
I santi Antonio e Teodosio, fondatori della Pečers'ka lavra

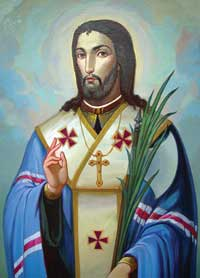
San Giosafat Kuncevič

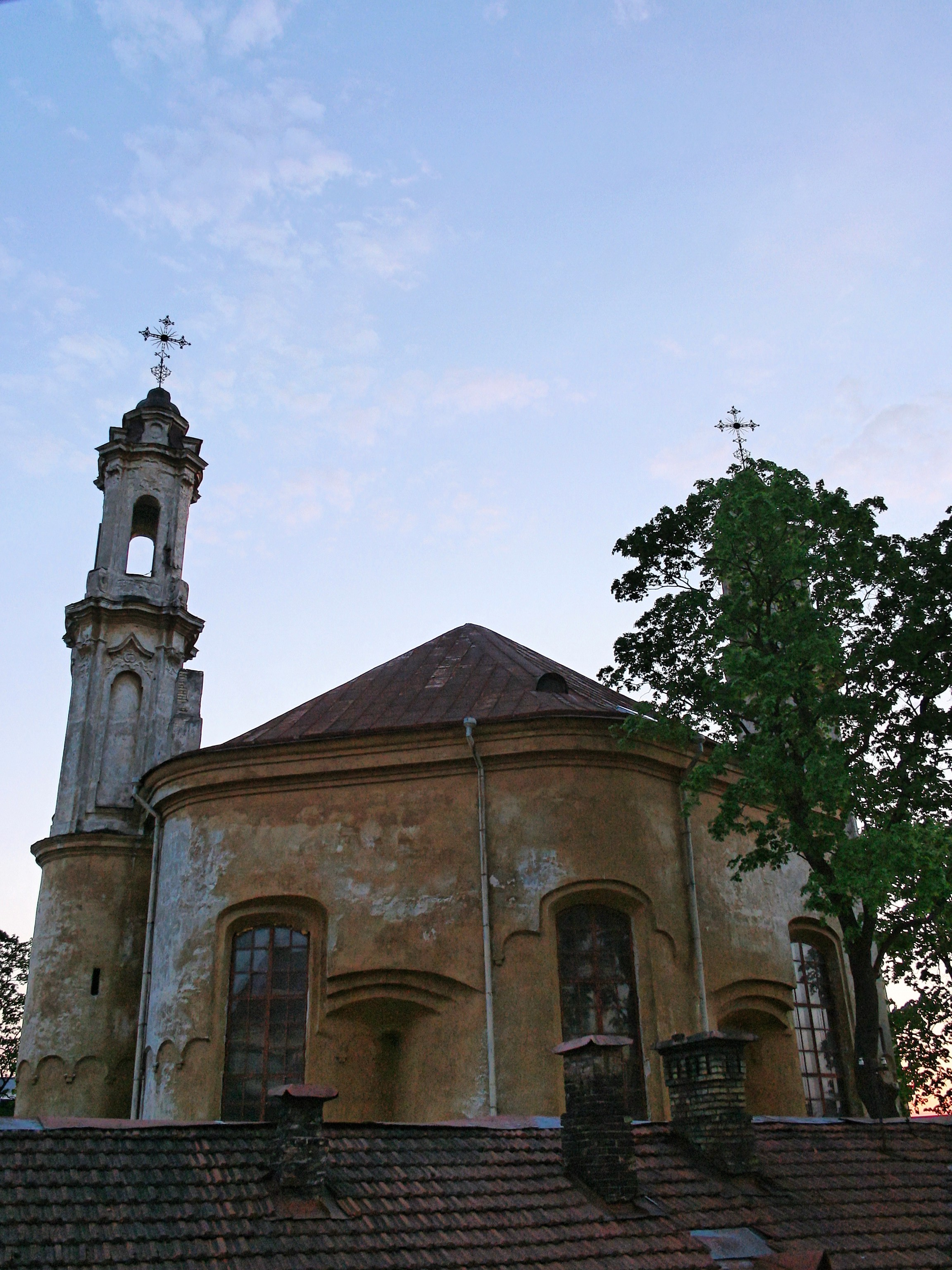
Il monastero della Santissima Trinità a Vilnius, casa madre dell'ordine

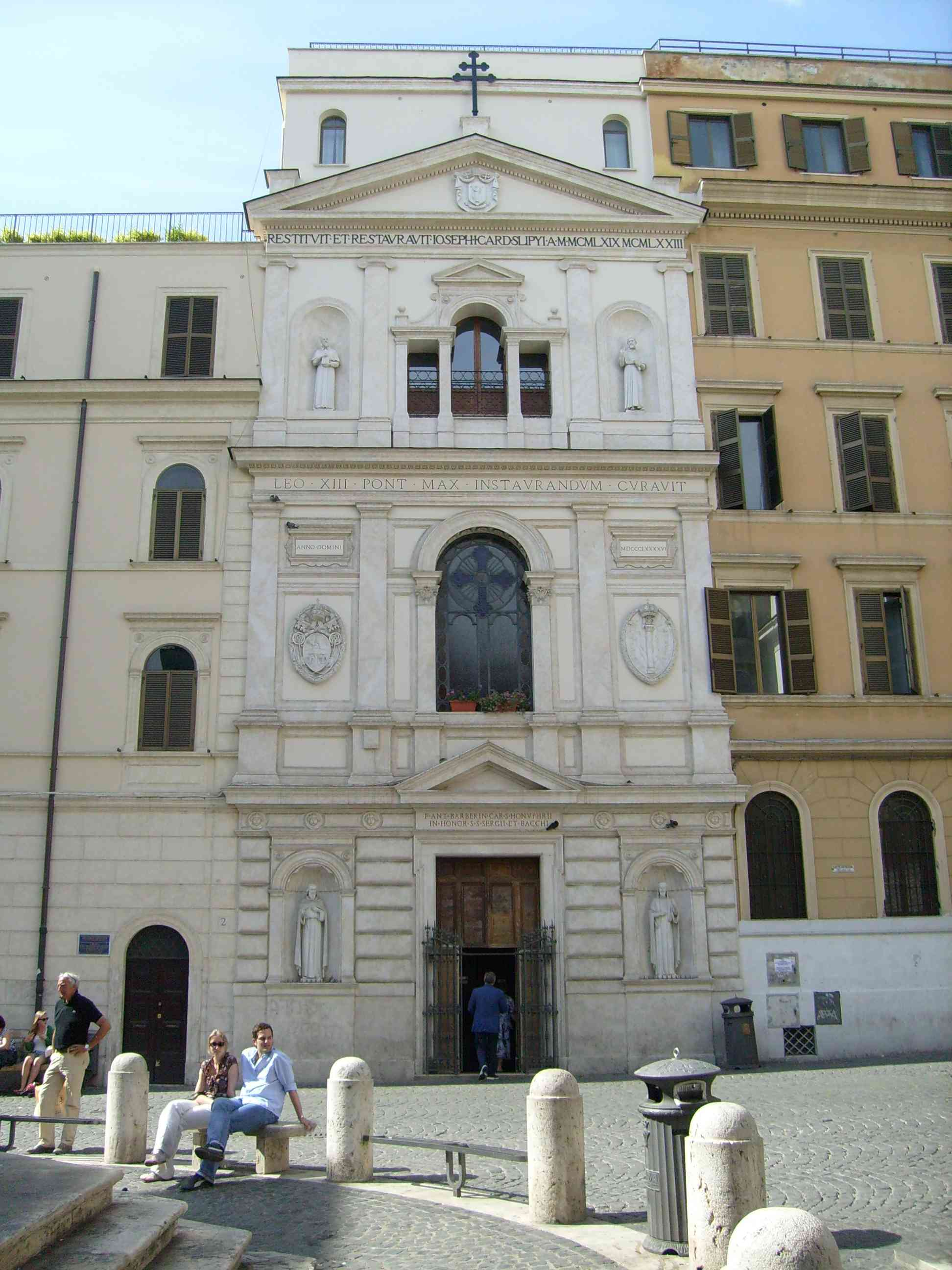
La chiesa dei Santi Sergio e Bacco, storica sede romana dell'ordine

L'Ordine basiliano di San Giosafat (in latino Ordo basilianus Sancti Iosaphat) è un istituto religioso maschile di diritto pontificio del rito bizantino-ucraino: i monaci di quest'ordine pospongono al loro nome la sigla O.S.B.M.
I monaci basiliani ebbero un ruolo importante nella diffusione del cristianesimo nella Rus' di Kiev. Con l'Unione di Brest fra la Chiesa rutena e quella di Roma, il metropolita Iosif Rucki e il vescovo Giosafat Kuncewycz riformarono il monachesimo secondo il modello degli ordini religiosi occidentali e favorirono l'unione dei monasteri sotto il governo di un protoarchimandrita.
Papa Urbano VIII approvò l'ordine con breve del 20 agosto 1631.
Dopo la spartizione della Polonia l'ordine soffrì molto a causa delle persecuzioni zariste e delle soppressioni giuseppiniste: papa Leone XIII nel 1882 promosse la riforma dell'ordine, affidandola ai Gesuiti della provincia di Galizia.
Papa Pio XII approvò le nuove costituzioni dell'ordine con breve del 14 giugno 1954.

## Storia

### Le origini del monachesimo ruteno
I monasteri, nel X e nell'XI secolo, ebbero un ruolo importante nella diffusione del cristianesimo tra la popolazione della Rus' di Kiev, che si estendeva su Ucraina, Bielorussia e gran parte della Russia. Il principale centro monastico della regione fu la laura Pečers'ka, fondata attorno al 1050 dai santi Antonio e Teodosio.
Dopo il dissolvimento del principato di Kiev e la devastazione della sua capitale a opera dei Mongoli verso il 1240, il monachesimo continuò a svilupparsi nelle regioni della Galizia, della Volinia e della Bielorussia. Dopo il 1482 i metropoliti di Kiev trasferirono la loro sede a Vilnius, dove sorsero altri focolai di vita monastica come l'abbazia della Santissima Trinità.

### L'unione dei monasteri
Nel 1595 la Chiesa di Kiev tornò in comunione con quella di Roma. Il metropolita Iosif Rucki e Giosafat Kuncewycz, arcivescovo di Polack, riorganizzarono la vita monastica sul modello degli ordini religiosi occidentali e favorirono l'unione di numerosi monasteri delle diocesi di Kiev e Polack in un ordine accentrato che ebbe come casa madre il monastero della Santissima Trinità di Vilnius.
A questo nucleo originario si unirono presto altri monasteri, già esistenti o di nuova fondazione, dei territori ucraini e bielorussi dello stato polacco-lituano.
Il metropolita Rucki diede ai monasteri dell'ordine delle costituzioni basate sulla regola di san Basilio: il superiore generale avrebbe portato il titolo di protoarchimandrita e capitoli generali sarebbero stati celebrati ogni quattro anni. La congregazione romana de Propaganda Fide approvò queste costituzioni con decreto del 4 ottobre 1624 e papa Urbano VIII le confermò con il breve Exponi nobis del 20 agosto 1631.

### Il consolidamento dell'ordine
L'ordine godette sempre di grande prestigio e nel sinodo di Zamość del 1720 si stabilì che i vescovi ruteni venissero scelti tra i suoi membri e che alla loro elezione presenziassero anche il protoarchimandrita e i suoi consiglieri.
A metà del XVIII secolo l'ordine contava oltre 1180 monaci e 180 monasteri organizzati in due province (della Santissima Trinità in Lituania e della Protezione della Beata Vergine in Ucraina). A partire dal 1742 papa Benedetto XIV riorganizzò l'ordine: le province sarebbero state rette da protoegumeni eletti per un quadriennio dai capitoli provinciali e confermati dal protoarchimandrita, eletto per otto anni dal capitolo generale e che aveva la propria sede a Roma, presso la chiesa dei Santi Sergio e Bacco.
I basiliani ruteni si dedicavano all'educazione (i loro collegi si accrebbero notevolmente dopo la cacciata dei gesuiti dalla Polonia), all'attività editoriale (pubblicazione di libri liturgici), alla predicazione delle missioni popolari e alla cura dei santuari, come quelli di Zirowice e di Počaïv.

### La decadenza
Nel 1773 i basiliani erano 1280 (senza contare i novizi) ma l'ordine subì gravi conseguenze dalla spartizione della Polonia e alla russificazione forzata dei popoli ucraino e bielorusso perseguita dal regime zarista: nel 1705 Pietro I fece sterminare la comunità basiliana di Polock (uccise personalmente tre monaci); Caterina II dissolse tre delle quattro province dell'ordine; sotto Alessandro I, nel 1804, venne abolita la carica di protoarchimandrita; Nicola I soppresse numerosi monasteri, ne cedette altri ai monaci ortodossi e ne trasformò altri in carceri per confessori del primato romano. Gli ultimi cinque monasteri basiliani esistenti nell'impero russo, quelli della diocesi di Chełm, vennero soppressi tra il 1864 e il 1872.
Dei 44 monasteri basiliani della provincia di Galizia, che dopo la spartizione della Polonia era passata all'impero asburgico, solo 14 sopravvissero alle soppressioni di Giuseppe II: l'imperatore, inoltre, ridusse la possibilità di ricevere novizi e concesse ai vescovi una notevole ingerenza negli affari interni dei monasteri.

### La restaurazione dell'ordine
I basiliani in Galizia nel 1882 erano ridotti a 60: ciò spinse papa Leone XIII a intervenire presso la corte austriaca (lettera apostolica Singulare Praesidium del 12 maggio 1882) e ad avviare, grazie ai gesuiti, la restaurazione dell'ordine.
Il monaco basiliano Andrej Szeptycki, metropolita di Leopoli, fu il protagonista della rinascita della Chiesa ucraina cattolica: egli favorì la riforma del ramo femminile dell'ordine, la fondazione delle ancelle della Beata Vergine Maria Immacolata, l'impegno dei basiliani nell'assistenza agli emigrati ucraini nelle Americhe e il loro impiego nella direzione del pontificio seminario di San Giosafat a Roma.
La ripresa dell'ordine subì un arresto a causa della prima guerra mondiale e della deportazione, voluta dallo zar, di Šeptyc'kyj e di numerosi monaci in Siberia. L'ordine tornò a espandersi al termine del conflitto e a consolidarsi in Ucraina, Ungheria, Jugoslavia, Romania, Canada, Stati Uniti, Argentina e Brasile, ma l'avvento al potere del regime sovietico portò alla dissoluzione delle province galiziana e trans-carpatica dell'ordine e alla deportazione di numerosi monaci (morirono in prigionia i vescovi basiliani Josafat Kocylovs'kyj, di Przemyśl, e Pavol Peter Gojdič, di Prešov).
I basiliani scomparvero anche dalla Romania, dalla Cecoslovacchia e dall'Ungheria, mentre subirono grosse restrizioni in Polonia e Jugoslavia.
Le costituzioni elaborate dopo la restaurazione dell'ordine promossa da papa Leone XIII, vennero approvate dalla congregazione pro negotiis Ritus Orientalis il 1º giugno 1886 e poi da papa Pio X il 29 febbraio 1909.
Dopo la riforma della legislazione monastica fissata da papa Pio XII con il motu proprio Postquam Apostolicis del 9 febbraio 1952, le costituzioni vennero riviste e approvate con il breve Divus Basilius Magnus del 14 giugno 1954.

## Attività e diffusione
I monaci dell'ordine si dedicano a varie attività (insegnamento, cura d'anime); l'impronta della loro opera è unionistica, secondo lo spirito dei due iniziatori dell'ordine.
I basiliani di San Giosafat sono presenti nell'Europa orientale (Lituania, Polonia, Romania, Slovacchia, Ungheria, Ucraina) e nelle Americhe (Argentina, Brasile, Canada, Stati Uniti d'America); il protoarchimandrita dell'ordine risiede presso la casa generalizia di via San Giosafat a Roma.
Alla fine del 2015, l'ordine contava 89 monasteri e 529 religiosi, 342 dei quali sacerdoti.